# Hans Hagenacker
Hans Hagenacker (* 1. Oktober 1924; † 9. Oktober 1983) war ein deutscher Fußballspieler. In der damals erstklassigen Oberliga Nord absolvierte er für die Vereine Eintracht Braunschweig und Werder Bremen 311 Ligaspiele und erzielte 79 Tore. In der ewigen Rangliste der Oberliga Nord belegt er hinter Otmar Sommerfeld (362) und Harald Stender (336) gemeinsam mit dem einsatzgleichen Dragomir Ilic den dritten Rang.

## Laufbahn

### Braunschweig, bis 1949
Hagenacker begann seine fußballerische Karriere als offensiver Außenläufer beziehungsweise Halbstürmer, im damals in der Regel im deutschen Fußball angewandten WM-System. Nach dem Zweiten Weltkrieg gewann er in der Saison 1946/47 mit dem jetzt als TSV startberechtigten Großverein aus Braunschweig die Meisterschaft in der Oberliga Niedersachsen, Gruppe Nord. In den Endrundenspielen um die Meisterschaft in der Britischen Besatzungszone trat er mit Braunschweig am 22. Juni 1947 gegen den Niederrheinmeister Rot-Weiß Oberhausen an. Bei der 2:3-Niederlage nach Verlängerung war die Braunschweiger Läuferreihe mit Hagenacker, Willi Fricke und Karl-Heinz Liese formiert. Im ersten Jahr der Oberliga Nord, 1947/48, belegten Hagenacker und Kollegen unter Trainer Georg Knöpfle hinter Meister Hamburger SV und FC St. Pauli – beide punktgleich mit je 37:7 Punkten – den dritten Rang. Hagenacker hatte zehn Tore in der Liga erzielt. Im Heimspiel am 29. Februar 1948 gegen den Hamburger SV hatte Hagenacker vor 30.000 Zuschauern den Treffer zum 1:0-Endstand erzielt. Gegen die „Wunderelf“ von St. Pauli mit Karl Miller, Heinz Hempel, Harald Stender, Walter Dzur, Hans Appel, Rolf Börner, Fritz Machate, Heinz Lehmann und Heinrich Schaffer gab es aber in beiden Spielen mit 0:3 und 2:7 deutliche Niederlagen. In der Endrunde um die Britische Zonenmeisterschaft traf Braunschweig im Viertelfinale am 9. Mai 1948 in Gelsenkirchen auf den Vizemeister der Westliga, die Sportfreunde Katernberg. Die Knöpfle-Elf setzte sich mit 2:1 durch. Das Halbfinale am 30. Mai verlor man gegen die „Rothosen“ vom HSV vor 35.000 Zuschauern im Volksparkstadion knapp mit 2:3. Im Angriff waren die „Löwen“ dabei mit Rolf Rohrberg, Hagenacker, Walter Schemel, Horst Broschart und Heinrich Ender angetreten. In der zweiten Saison der Oberliga Nord, 1948/49, landete Braunschweig unter dem neuen Trainer Woldemar Gerschler hinter dem Hamburger SV, St. Pauli und dem VfL Osnabrück auf dem vierten Rang. Hagenacker hatte in 21 Ligaspielen sechs Tore erzielt. Zur Runde 1949/50 wechselte er nach 44 Oberligaeinsätzen mit 16 Toren für Braunschweig, zum Ligakonkurrenten SV Werder Bremen.

### Bremen, 1949 bis 1959
Nach der Einführung des Vertragsspielerstatuts zur Saison 1949/50 in den vier Vertragsspieler-Oberligen, in denen es bis zu 320 DM zu verdienen gab, gewannen die „Grün-Weißen“ durch die Aktivitäten von Geschäftsführer Hans „Hansi“ Wolff und des umtriebigen „Machers“ Albert „Abbi“ Drewes Jahr für Jahr spielstarke Neuzugänge für Werder hinzu. Möglich gemacht wurde dies auf Grundlage großzügiger Unterstützung aus der Bremer Wirtschaft. Das „Lockmittel“ waren Handgelder und Anstellungen in den Firmen der Mäzene. So kamen mit Hans Hagenacker zur Saison 1949/50 noch die weiteren Spieler Horst Broschart (ebenfalls Eintracht Braunschweig), Herbert Burdenski (FC Schalke 04), Kuno Klötzer (Helmstedter SV), Karl-Heinz Preuße und Heiner Tünnermann (beide vom lokalen Konkurrenten Bremer SV) zum SV Werder. Das Debüt bei Werder gelang am 4. September 1949 beim 3:0-Auswärtserfolg bei Göttingen 05. Hagenacker spielte Halbrechts und erzielte ein Tor. Mitspieler im Angriff waren Kurt Wunderlich, Horst Gernhardt, Preuße und Heinz Rath. Persönlich verlief die Saison für den Neuzugang aus Braunschweig sehr gut. Mit 25 Treffern belegte er in der Torschützenliste im Norden hinter Adolf Vetter vom VfL Osnabrück mit 28 Toren und vor Edmund Adamkiewicz vom Hamburger SV mit 22 Treffern den zweiten Platz. Er hatte alle 30 Ligaspiele für seinen neuen Verein bestritten, der sich mit dem vierten Rang gegenüber dem achten Platz des Vorjahres verbessert hatte.
Ganz zur Spitze reichte es in den nächsten Jahren aber nicht. Trotz der weiteren „Einkäufe“ mit Hans Pöschl, Otto Knefler, Günter Heyse, Erich Haase, Erwin Ebert, Max Konopka und des Nationalstürmers Willi Schröder. Die zwei dritten Plätze in den Runden 1952/53 und 1954/55 stellten die besten Platzierungen dar. Die nach einer Zigarettenmarke aus dem Hause Brinkmann im Volksmund „Texas-Elf“ genannte und wegen ihrer Launenhaftigkeit auch „Sphinx des Nordens“ bezeichnete Werder-Elf dieser Ära, hatte Probleme, sich in der Spitze zu etablieren.
Erst mit dem Amtsantritt von Georg Knöpfle als neuem Trainer zur Saison 1958/59 sollte eine Besserung eintreten. Hagenacker, der jetzt 34-jährige Routinier war  längst in der Verteidigung aktiv und hatte über Jahre mit Richard „Sense“ Ackerschott ein ausgezeichnetes Paar vor Torhüter Dragomir Ilic gebildet. Er absolvierte nochmals 29 Ligaspiele und erzielte drei Tore und die Werder-Elf eroberte sich hinter dem Serienmeister Hamburger SV die Vizemeisterschaft.
Für die Endrundenspiele qualifizierte sich Werder mit einem 6:3-Erfolg am 3. Mai 1959 in Düsseldorf gegen den Südwestvize Borussia Neunkirchen. Der Start in die Gruppenphase brachte aber am 16. Mai im Heimspiel vor 42.000 Zuschauern gegen Südmeister Eintracht Frankfurt eine deutliche 2:7-Schlappe. Den Eintracht-Angriff mit Richard Kreß, István Sztani, Eckehard Feigenspan, Alfred Pfaff und Dieter Lindner brachte die Werder-Defensive um Ilic, Hagenacker, Edmund Rupoczinski, Ernst Brünglinghaus, Heyse und Helmut Schimeczek nicht unter Kontrolle. Im letzten Gruppenspiel, am 20. Juni beim Rückspiel im Frankfurter Waldstadion, setzte sich der mit 12:0 Punkten und 26:11 Toren souverän die Endrunden-Gruppe I beendende Südmeister, ebenfalls mit 2:0 durch, und zog in das Finale am 28. Juni 1959 im Berliner Olympiastadion gegen Kickers Offenbach ein. Hagenacker hatte alle sieben Spiele für Werder bestritten und am 7. Juni beim 5:2-Heimerfolg gegen den Südwestmeister FK Pirmasens auf Halblinks neben den Angriffskollegen Günter Wilmovius, Willi Schröder, Arnold Schütz und Horst Barth den Treffer zum Endstand erzielt.
Seine Leistungen hatten ihn von 1948 bis 1950 in die Auswahl von Norddeutschland geführt. Er vertrat die NFV-Auswahl in je zwei Repräsentativ-Spielen gegen Süd- und Westdeutschland. Daneben spielte er in der Auswahl von Niedersachsen und Bremen.
Nach insgesamt 311 Spielen in der Fußball-Oberliga Nord mit 79 Toren beendete der anfänglich als offensiver Außenläufer beziehungsweise Halbstürmer und später in die Verteidigung gerückte Hagenacker, im Sommer 1959 seine aktive Spielerkarriere. Er baute Werders Altliga mit auf. Im Alter von 59 Jahren verstarb Hagenacker beim Fußball mit der V. Mannschaft des Vereins.